# سلافيك كريكليفي
سلافيك كريكليفي (بالأوكرانية:  Славік Крикливий, Вячеслав Крикливий) راقص محترف أوكراني (1 يوليو 1976) ولد ونشأ في اوكرانيا ويقيم حاليا في نيويورك.
توج ببطولة العالم IDSF.

## أعمال
- رقص كريكليفي في فيلم هل نرقص عام 2004[3]
- بطولة في فيلم Ballroom Dancer لعام 2011 مع انا ميلنيكوفا[3]